# Eratigena florea
Eratigena florea là một loài nhện trong họ Agelenidae. Chúng được Paolo Marcello Brignoli miêu tả năm 1974.